# Francesco Venturini
Francesco Venturini (Brussel, 1675, - † 18 april 1745 in Hannover) was een barokcomponist en violist in de kapel van de keurvorst Georg I. Ludwig van het keurvorstendom Brunswijk-Lüneburg in Hannover, de latere George I van Groot-Brittannië.

## Leven
Francesco Venturini werd in 1675 in Brussel geboren en trouwde in 1697 in Hannover. Over de tijd ervoor, vooral over de beginperiode, is weinig met zekerheid bekend. Of hij uit Italië komt - wat uit zijn naam afgeleid zou kunnen worden - is onzeker. Het enige bewijs suggereert dat hij uit het huidige België kwam, omdat hij zijn zonen in het doopregister de bijnaam "Bruxellensis" gaf. 
Venturini was waarschijnlijk een leerling van zijn Franse voorganger Jean-Baptiste Farinel. In 1714 werd Venturini eerste violist, en in 1725 werd hij kapelmeester aan het hof van de keurvorst van Hannover. Hij bekleedde deze functie tot zijn dood. Zijn zonen en (vermoedelijk) een kleinzoon waren de volgende jaren als musicus actief in en rond Hannover, Stuttgart en München.

## Werk
Venturini was een violist en een in zijn tijd gewaardeerd barokcomponist. Hij creëerde kamerconcerten en andere werken, waarin hij in wezen formeel de suitevorm volgde. Zijn Concerti op. 1 zijn rijk getoonzet voor een ensemble van hobo's, fagotten en strijkers, en zijn vol met solo's, duetten en trio's. Van Venturini zijn het de enig bekende uitgegeven werken. Ze werden in 1715 gedrukt door Estienne Roger in Amsterdam, waaruit conclusies over de betekenis ervan op dat moment getrokken kan worden.

## Uitvoeringen
In 2021 gaf het barokensemble La Festa Musicale uit Hannover een goed ontvangen album uit met werk van Venturini: Classics Today waardeerde zowel de uitvoering als de opname met een 10.
- Biblioteca Nacional de España: XX6564983
- Bibliothèque nationale de France: cb15106610f (data)
- Gemeinsame Normdatei: 120769913
- International Standard Name Identifier: 0000 0000 4973 7346
- Library of Congress Control Number: nr95046487
- MusicBrainz: 758f5d58-1646-4034-8314-b619593a2dc4
- Nederlandse Thesaurus van Auteursnamen: 292793138
- Istituto Centrale per il Catalogo Unico: SBNV071166
- Système universitaire de documentation: 158745760
- Virtual International Authority File: 61845641
- WorldCat: E39PBJgtbgCYd3KDP7TCfT9bh3